# 内乌肯鳄属
內烏肯鱷（學名：Neuquensuchus）意為「內烏肯省鱷魚」，是種已滅絕的原始鱷形超目動物，化石發現於阿根廷內烏肯省的Bajo de la Carpa地層，年代為白堊紀晚期的桑托階。
內烏肯鱷的化石發現於科瑪烏埃大學（Universidad Nacional del Comahue）的內烏肯市校區。在2007年，由Lucas E. Fiorelli與Jorge O. Calvo敘述、命名。內烏肯鱷是種小型、修長動物，是南美洲第一個發現的原鱷亞目。內烏肯鱷的脛骨長於股骨，與大部分鱷形類不同，顯示牠們善於奔跑。

## 敘述
內烏肯鱷的正模標本是個天然狀態的顱後部份骨骼，包含：6節頸椎、4節背椎、2節薦椎、5節尾椎、肋骨、部分右肩帶與前臂、左肩帶與肱骨、部分骨盆、腳部以上的右大腿大部分。另一個標本包含部份左腳，已建立為新屬。
內烏肯鱷的頸部修長，四肢也修長。牠們是種小型動物，模式標本的肱骨長度約10公分，股骨長度約9.4公分，脛骨長度約10.5公分。內烏肯鱷與山東鱷的脛骨長於股骨，與其他已知鱷形類不同。
Fiorelli與Calvo敘述內烏肯鱷時，提出一個親緣分支分類法研究，發現內烏肯鱷與以下物種屬於相同演化支：山東鱷、四川鱷、Zosuchus、以及一種發現於美國科羅拉多州的未命名鱷類。這個原鱷亞目演化支，接近原始中真鱷類，這些原始中真鱷類生存於南方各大陸。內烏肯鱷的近親多位於亞洲，研究人員推論牠們曾在白堊紀早期發生遷徙。

## 古生物學與古生態學
內烏肯鱷與許多動物生存於相同環境，包含：恐蛇、科瑪繪鱷、Cynodontosaurus、諾托鱷、一種未命名鱷類、阿貝力龍科、西北阿根廷龍科的速龍、阿瓦拉慈龍、博妮塔龍、以及鳥類的內烏肯鳥與巴塔哥鳥。內烏肯鱷是種小型、修長的鱷類，四肢比例適合奔跑，可能是種敏捷的陸生動物。